# Danmarks Totalafholdsforening
Danmarks Totalafholdsforening är Danmarks enda kvarvarande nykterhetsförening. Ordförande är Jens Peter Lauge Giversen.
Man har sina rötter i det förbund med samma namn som bildades 19 april 1881 genom samgående mellan Den danske Totalafholdsforening och Den danske evangeliske Totalafholdsforening.
Dessa båda organisationer hade, i sin tur bildats av några jylländska nykterhetsföreningar, den första av dem grundad den 17 april 1879 i metodistkyrkan i Vejle.
1885 bytte man namn till Danmarks Afholdsforening (DAF) som växte till en massrörelse med krav på totalförbud mot alkohol.
1903 var man med om att bilda paraplyorganisationen Danske Afholdsselskabers Landsforbund som bland annat drev ett nykterhetsbibliotek och utgav dagstidningen Afholdsdagbladet.
Nykterhetsrörelsen i landet tappade dock successivt mark, de flesta organisationerna i landsförbundet upplöstes och när DAF beslutade att avskaffa nykterhetskravet för medlemskap kom spillrorna av denna gamla folkrörelse att delas i två: Landsforeningen for Ædru Livsstil och Danmarks Totalafholdsforening som år 2019, 140 år efter bildandet av den första nykterhetsföreningen återbildades på samma plats, i Vejle metodistkyrka.